# スイートポテト

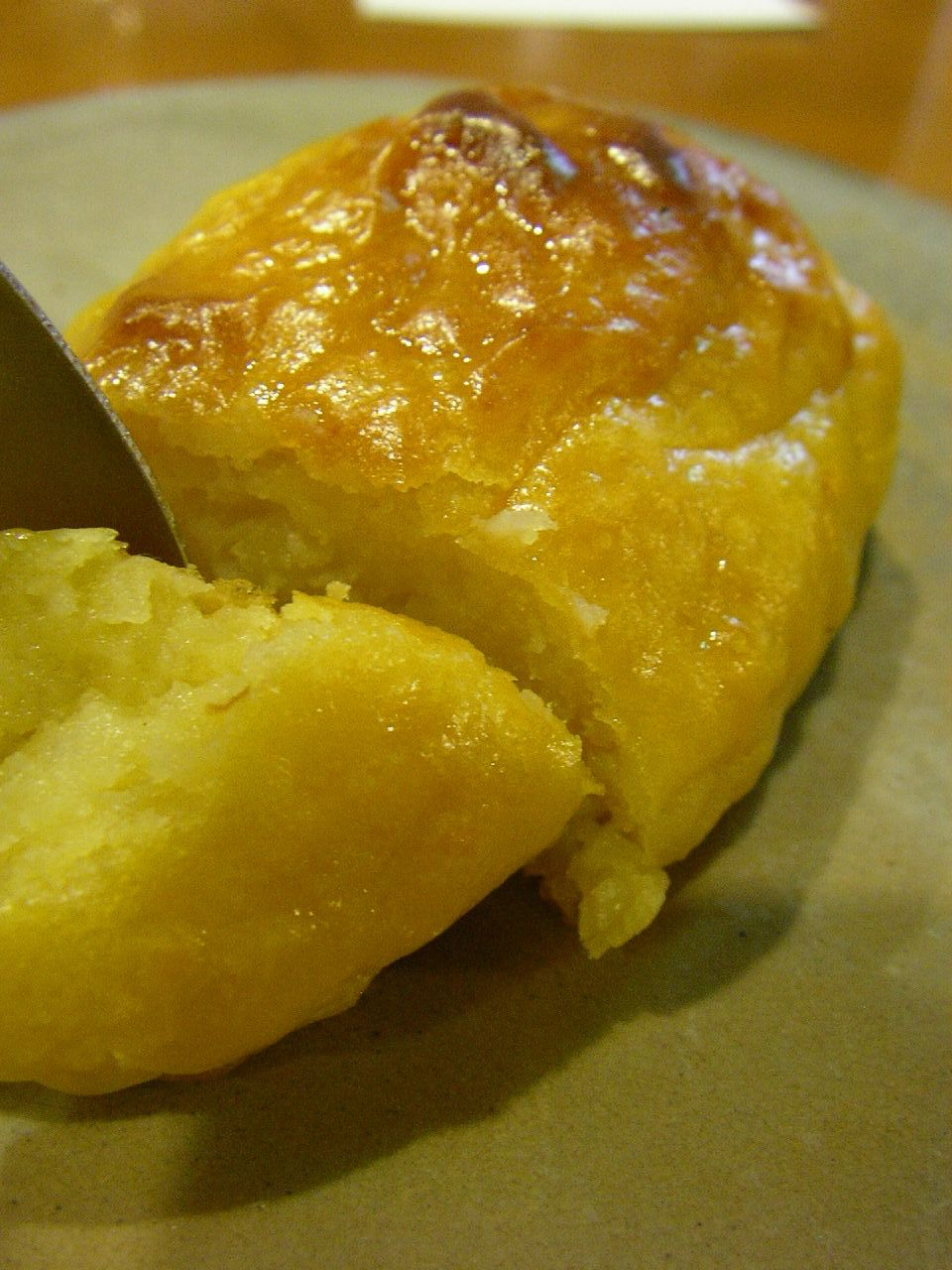
スイートポテト

スイートポテト、スウィートポテト（sweet potato）は、サツマイモを主材料とした日本発祥の洋菓子。なお、英語では「sweet potato」はサツマイモ自体を指す。日本でいう菓子のスイートポテトは日本発祥のため海外ではあまり浸透していない。

## 製法
スイートポテトのおもなつくり方は、以下のとおり。
1. 裏ごししたサツマイモに砂糖、牛乳、無塩バター、好みで香料（バニラやシナモン）・洋酒などを混ぜる。
2. 小さなアルミホイル皿の上に楕円形に整形して乗せたり、星形の搾り袋で押し出したりする。
3. 焦げ目を付けるため、表面に卵黄を塗る。
4. オーブンで焼いて作る。

なお、地域によって一般的に使用されるサツマイモの品種が異なる。サツマイモの品種の違いによって、スイートポテトの味わいも異なるため、スイートポテトの味わいや特徴にも地域差がある。

## 歴史
スイートポテトは日本が発祥である。考案者や発祥地域が国内のどこなのかといった詳細は記録がなく、明らかになっていない。
サツマイモを洋菓子の主材料とするのは明治時代に始まった。
元々、サツマイモに鶏卵と砂糖をまぜて、サツマイモの皮に盛って料理としていたものが、1887年（明治20年）に小さく作って表面に卵黄を塗って焼く菓子に変わった。
戦後、各地の有名な複数の菓子店がスイートポテトを売り出し、スイートポテトが全国に定着していった。

## 派生料理
ムラサキイモ・ジャガイモを原料に使った物、皮を利用した土台、カスタードクリームを下段にした物も存在する。